# خاطرات ویژیلانته
خاطرات ویژیلانته (انگلیسی: Vigilante Diaries) یک فیلم سینمایی اکشن آمریکایی محصول سال ۲۰۱۶ به کارگردانی کریستین سزم و با بازی پل اسلون، کوئینتون جکسون و مایکل جای وایت، جیسون موس و مایکل مدسن است.

## داستان
فیلم دربارهٔ یک چریک است که رهبری عملیات سیاه علیه کارتل‌های مواد مخدر مکزیکی را بر عهده دارد…